# Janusz Kocki
Janusz Kocki (ur. 27 kwietnia 1963 w Lublinie) – polski lekarz pediatra, genetyk, profesor nauk medycznych, wykładowca Uniwersytetu Medycznego w Lublinie.

## Życiorys
Ukończył studia na Wydziale Lekarskim Akademii Medycznej w Lublinie w 1988 roku. Uzyskał specjalizację z pediatrii (I stopień – 1993, drugi stopień – 1998) oraz z genetyki klinicznej (2005). W 1993 na podstawie dysertacji Badania ekspresji genu bcl-2 w limfocytach hodowlanych in vitro uzyskał stopień doktora, a habilitował się na podstawie rozprawy Znaczenie wybranych nieprawidłowości genetycznych w diagnostyce ostrych białaczek człowieka. Jest obecnie kierownikiem Zakładu Genetyki Klinicznej UM w Lublinie.

## Działalność naukowa
Współautor ponad 140 artykułów z listy filadelfijskiej. Redagował dwie książki poświęcone medycynie spersonalizowanej, w tym jedną wspólnie z żoną, prof. Anną Bogucką-Kocką, jak również pozycję książkową dotyczącą autyzmu. Jest przewodniczącym Rady Naukowej Fundacji Neuron Plus. Poszukiwał genów odpowiedzialnych za długowieczność.

## Odznaczenia
- Srebrny Krzyż Zasługi (2017)[12]